# Лион-ла-Форе (кантон)
Лион-ла-Форе (фр. Lyons-la-Forêt) — упраздненный кантон во Франции, регион Верхняя Нормандия, департамент Эр. Входил в состав округа Лез-Андели.
В состав кантона входили коммуны (население по данным Национального института статистики за 2011 г.):
- Бофисель-ан-Лион (182 чел.)
- Безю-ла-Форе (259 чел.)
- Бокантен (115 чел.)
- Васкей (341 чел.)
- Ле Тронке (494 чел.)
- Лез Ог (653 чел.)
- Лийи (70 чел.)
- Лизор (350 чел.)
- Лион-ла-Форе (747 чел.)
- Лорло (135 чел.)
- Розе-сюр-Льер (556 чел.)
- Туфревиль (335 чел.)
- Флёри-ла-Форе (288 чел.)

В соответствии с территориальной реформой с 2015 года кантон был упразднен. Входящие в его состав коммуны были включены в новый кантон Ромийи-сюр-Андель.

## Экономика
Структура занятости населения:
- сельское хозяйство — 17,4 %
- промышленность — 8,0 %
- строительство — 17,1 %
- торговля, транспорт и сфера услуг — 27,4 %
- государственные и муниципальные службы — 30,1 %

Уровень безработицы (2011 год) - 9,8 % (Франция в целом — 12,8 %, департамент Эр — 12,5 %). 

Среднегодовой доход на 1 человека, евро (2011 год) - 25 398 (Франция в целом — 25 140, департамент Эр — 24 232).

## Политика
На президентских выборах 2012 г. жители кантона отдали в 1-м туре Николя Саркози 31,2 % голосов против 26,7 % у Марин Ле Пен и 20,0 % у Франсуа Олланда, во 2-м туре в кантоне победил Саркози, получивший 57,1 % голосов (2007 г. 1 тур: Саркози  — 34,2 %, Сеголен Руаяль — 17,4 %; 2 тур: Саркози — 61,4 %). На выборах в Национальное собрание в 2012 г. по 5-му избирательному округу департамента Эр они поддержали действующего депутата, кандидата партии Союз за народное движение Франка Жилара, получившего 36,8 % голосов в 1-м туре и 61,5 % голосов - во 2-м туре.
|  | Кандидат      | Партия                    | % голосов |
|  | ------------- | ------------------------- | --------- |
|  | Тьерри Плувье | Союз за народное движение | 47,70     |
|  | Пьер Каффен   | Прочие правые             | 28,89     |
|  | Валери Плише  | Социалистическая партия   | 23,41     |